# Aubria
Aubria is een geslacht van kikkers uit de familie Pyxicephalidae. De groep werd voor het eerst wetenschappelijk beschreven door George Albert Boulenger in 1917. Later werd abusievelijk de wetenschappelijke naam Aubrya gebruikt.
Er zijn twee soorten die voorkomen in Afrika, in regenwouden van Guinee tot Congo-Kinshasa.

## Taxonomie
Geslacht Aubria
- Soort Aubria masako
- Soort Aubria subsigillata

Aubria · 
Pyxicephalus